# Marc Dacier
Marc Dacier est une série de bande dessinée franco-belge d'Eddy Paape au dessin et Jean-Michel Charlier au scénario créé dans le no 1059 du journal Spirou. Elle met en scène Marc Dacier, un jeune reporter de fiction.

## Synopsis
La série raconte les aventures de Marc Dacier, reporter chargé des faits divers au Carillonneur de Papayoux-les-Fossés, puis, après un pari où il doit faire le tour du monde en quatre mois sans débourser le moindre centime, il devient grand reporter au journal L'éclair et vit de multiples aventures autour du monde.

## Historique
La série est créée en 1958 dans le no 1059 du journal Spirou. La série va paraître régulièrement dans Spirou, mais elle ne connaît pas le succès auprès du public et s'arrête en 1967 dans le no 1543 après treize histoires. Parallèlement les six premières histoires sont publiées sous forme d'albums aux éditions Dupuis. De 1975 à 1978, les Éditions Michel Deligne vont publier en noir et blanc les sept histoires suivantes. Puis Dupuis republie l'intégralité des treize albums en couleur de 1980 à 1982. En 1996, la sortie de deux grands albums aux éditions Ifrane font espérer une reprise de la série avec notamment Patrick Cothias au scénario, mais finalement quelques mois plus tard la disparition du label met fin au projet. La série reste l'une des meilleures bandes dessinées belges et une des séries de référence de l'âge d'or du journal Spirou grâce au découpage digne des meilleurs films cinématographiques, un rythme très soutenu du scénariste Jean-Michel Charlier et un dessin réaliste et nerveux du dessinateur Eddy Paape.

## Personnages
Le personnage principal de la série est Marc Dacier, un reporter, d'abord pour la rubrique des faits divers du journal Carillonneur de Papayoux-les-Fossés, puis grand reporter pour le journal L'éclair qui lui permet de parcourir le monde. Autre personnage récurrent, le directeur du journal L'éclair, un homme pas commode.

## Publication

### Albums

#### La collection originale
Le premier album de la série paraît en album en 1960 aux éditions Dupuis et s'intitule Aventures autour du monde. Par la suite deux albums paraissent l'année suivante, le deuxième À la poursuite du soleil ! de Spirou et le troisième Au-delà du Pacifique. Deux albums aussi l'année suivante avec le quatrième Les Secrets de la mer de corail et le cinquième Le péril guette sous la mer, puis le sixième Les Sept Cités de Cibola en 1963. Il faut attendre 1975 pour la suite publiée aux Éditions Michel Deligne en noir et blanc. Le septième (no 1 chez Michel Deligne) La Maine noire, le huitième (no 2) L'Abominable Homme des Andes et le neuvième (no 3) L'Empire du soleil paraissent cette année. L'année suivante sort le dixième (no 4) Les Négriers du ciel, le onzième (no 5) Chasse à l'homme, le douzième (no 6) L'Or du « Vent d'est » et le treizième (no 7) Le Train fantôme.

#### Réédition
En 1978, sortent en noir et blanc aux Éditions Michel Deligne les albums parus auparavant chez Dupuis. Puis les éditions Dupuis vont sortir entre 1980 et 1982 l'intégralité des treize albums en couleur. En 1996, les éditions Ifrane sortent deux albums, le premier reprend les deux premières histoires accompagnées d'inédits et le second, la troisième et la sixième histoire.

### Revues
La série est publiée pour la première fois, en 1958, du no 1059 au no 1081 du journal Spirou avec une histoire à suivre intitulée simplement Marc Dacier. L'année suivante, elle est publiée à deux reprises dans le journal, du no 1085, dont elle fait aussi la couverture, au no 1116 avec l'histoire à suivre intitulée A la poursuite du soleil ! et du no 1118 au no 1140 avec l'histoire à suivre intitulée Au–delà du Pacifique. L'année suivante est publiée du no 1151 au no 1174 l'histoire à suivre intitulée Les Secrets de la mer de corail et du no 1183 au no 1207 l'histoire à suivre intitulée Le péril guette sous la mer. Les Sept Cités de Cibola est la seule histoire publiée en 1961, du no 1230 au no 1251, elle fait aussi la couverture du no 1240. Une seule histoire est aussi publiée l'année suivante, il s'agit de La Main noire du no 1277, dont elle fait aussi la couverture, au no 1298. En 1963, est publiée l'histoire à suivre L'Abominable Homme des Andes du no 1299, dont elle fait aussi la couverture, au no 1320 et l'histoire à suivre intitulée L'Empire du soleil du no 1323 au no 1344, pour l'occasion elle fait par deux fois la couverture du journal lors des numéros 1323 et 1333. L'année suivante est publiée l'histoire à suivre intitulée Les Négriers du ciel du no 1349, dont elle fait aussi la couverture, jusqu'au no 1370, ainsi que l'histoire à suivre intitulée Chasse à l'homme du no 1385 au no 1406 et fait aussi la couverture du premier numéro ou est publiée cette histoire. En 1965, est publiée l'histoire à suivre intitulée L'Or du « Vent d'est » du no 1423, dont elle fait aussi la couverture, au no 1451. Il faut attendre deux ans pour que la série fasse son ultime parution dans le journal avec l'histoire à suivre intitulée Le Train fantôme publiée du no 1522 au no 1543 et qui fait la couverture du no 1522.